# 第14屆香港電影金像獎
第14屆香港電影金像獎（英語：14th Hong Kong Film Awards）於1995年4月23日在香港文化中心頒發，一共頒發了17個獎項。頒獎典禮由亚洲电视制作及播映，司儀為岑建勳和林建明，时值“国际妇女年”20周年，当晚大部分颁奖嘉宾皆由女性担任。

## 评选机制
本届金像奖评选沿用以往的办法，即先由有资格的金像奖选民投票初选，再由电影从业者和影评人共50人组成的评审团投票选出各奖项的得奖名单。

## 表演环节
- 由张艾嘉进行开场发言。
- 由梁朝伟、王敏德、袁咏仪（因片中小朋友演员在后台哭闹不肯出场，因此未上台）、古天农分别向观众介绍提名“最佳电影”的候选影片《重庆森林》《飞虎雄心》《金枝玉叶》《我和春天有个约会》，并播出影片精华片段。
- 叶枫演唱怀旧国语歌曲串烧（《好预兆》、《空中歌声》、《神秘女郎》）。
- 由吴君如向粤语片的绿叶女星（李香琴、上官玉、冯素波、罗兰、沈殿霞、谭倩红、沈芝华、梅兰、李月清、甘露、黎雯、陶三姑、招妙玲、陈立品、马笑英、梁淑卿、梁素琴、叶萍、林妹妹、杨茜、黎灼灼、容玉意、许莹英、谭兰卿）致敬。

## 记事
- 金像奖第一次在会场外颁奖，由周润发亲自到“Mary姐”黄曼梨所居住的老人院中，向其颁发终身成就奖。
- 袁咏仪凭《金枝玉叶》再夺“最佳女主角”，成为金像奖史上第一位连庄影后，三年连夺三奖，创造历史记录。

## 转播媒体
- 现场直播：亚洲电视本港台、卫星电视中文台、香港商业电台雷霆881

## 獎項統計
| 數目 | 電影名稱 |
| 獲獎 | |
| 4    | 重慶森林 |
| 3    | 我和春天有個約會、東邪西毒                                                                                             |
| 2    | 金枝玉葉 |
| 1    | 晚9朝5、醉拳II、梁祝                                                                                                   |
| 提名 | |
| 11   | 金枝玉葉 |
| 10   | 重慶森林 |
| 9    | 東邪西毒 |
| 7    | 我和春天有個約會 |
| 5    | 飛虎雄心、梁祝、紅玫瑰白玫瑰                                                                                           |
| 4    | 晚9朝5 |
| 3    | 等著你回來 |
| 2    | 國產凌凌漆、花旗少林、非常偵探、醉拳II                                                                                 |
| 1    | 三個相愛的少年、新邊緣人、伴我同行、新同居時代、94獨臂刀之情、中南海保鑣、洪熙官、精武英雄、屯門色魔、西楚霸王、天與地 |

### 金像獎電影
| 電影             | 獎項                                     |
| ---------------- | ---------------------------------------- |
| 重慶森林         | 最佳電影、最佳導演、最佳男主角、最佳剪接 |
| 我和春天有個約會 | 最佳編劇、最佳女配角、最佳新演員         |
| 金枝玉葉         | 最佳女主角、最佳電影歌曲                 |
| 晚9朝5           | 最佳男配角                               |
| 東邪西毒         | 最佳攝影、最佳美術指導、最佳服裝造型設計 |
| 醉拳2            | 最佳動作設計                             |
| 梁祝             | 最佳電影配樂                             |

## 外部連結
- 第十四屆香港電影金像獎得獎名單新版 （页面存档备份，存于）
- 第十四屆香港電影金像獎得獎名單舊版 （页面存档备份，存于）